# Elvatech
Elvatechはウクライナのキエフを拠点とする分析装置や関連するソフトウェアを開発、生産する企業である。

## 概要
エネルギー分散型X線分析装置などの分析装置と関連するソフトウェアを開発生産する。WEEE指令やRoHS等で指定物質の分析に使用される。
2014年4月18日にはISO 9001-2009の認証を取得した。